# Ross Hutchins
Ross Dan Hutchins (Wimbledon, 22 febbraio 1985) è un allenatore di tennis ed ex tennista britannico.
È figlio di un altro tennista, Paul Hutchins.

## Biografia
Specialista nel doppio divenne, il 27 luglio 2009, il 30º del ranking ATP. Avendo, in carriera, giocato solo un match nel tabellone principale di un torneo ATP (nel SA Tennis Open 2009 in Sudafrica), il suo best ranking in singolare è rappresentato da una 559ª posizione, raggiunta il 7 agosto 2006.
Nel corso della sua carriera ha conquistato due titoli ATP in doppio: il China Open 2008 a Pechino e il Open Sud de France 2010 a Montpellier, entrambi in coppia con l'australiano Stephen Huss.
Il suo miglior risultato nei tornei del grande slam è il terzo turno raggiunto nel 2008 al Roland Garros dove, sempre in coppia con l'australiano Stephen Huss, furono sconfitti dai russi Igor' Kunicyn e Dmitrij Tursunov con il punteggio di 6-4, 5-7, 7-5. Nella sua carriera ha conquistato complessivamente sedici titoli in doppio, di cui otto vittorie in tornei challenger e sei in tornei del circuito futures.
Ha fatto parte della squadra britannica di Coppa Davis dal 2008 al 2009, ma in quattro incontri di doppio ha collezionato solo sconfitte.

## Statistiche

### Doppio

#### Vittorie (5)
| Legenda doppio            |
| Grande Slam (0)           |
| ATP World Tour Finals (0) |
| ATP Masters 1000 (0)      |
| ATP World Tour 500 (0)    |
| ATP World Tour 250 (5)    |
| Challengers (8)           |
| Futures (6)               |

| Numero | Data              | Torneo                                                        | Superficie    | Compagno        | Avversari in Finale                | Punteggio              |
| 1.     | 6 aprile 2005     | Great Britain F6 2005, Bath                                   | Sintetico (i) | Martin Lee      | Lee Childs Alexander Flock         | 7–6(4), 6-3            |
| 2.     | 4 ottobre 2005    | Great Britain F14 2005, Bolton                                | Cemento (i)   | Jamie Murray    | Roman Herold Benedikt Stronk       | 4-6, 7–6(2), 6-4       |
| 3.     | 7 novembre 2005   | Canada F2 2005, Rimouski                                      | Cemento (i)   | Jamie Murray    | Lee Childs Frederick Sundsten      | 7–6(5), 7–6(6)         |
| 4.     | 9 gennaio 2006    | Great Britain F2 2006, Barnstaple                             | Cemento (i)   | Josh Goodall    | Colin Fleming Jamie Murray         | 7–6(3), 6(6)–7, 7–6(6) |
| 1.     | 18 luglio 2006    | Manchester Trophy 2006, Manchester                            | Erba          | Josh Goodall    | Chris Guccione Thomas Oger         | 3-6, 7-5, [10-5]       |
| 2.     | 14 agosto 2006    | s Tennis Masters Challenger 2006, Graz                        | Cemento       | Jonathan Marray | James Auckland Jamie Delgado       | 6(5)–7, 6-4, [15-3]    |
| 5.     | 16 ottobre 2006   | Great Britain F16 2006, Glasgow                               | Cemento (i)   | Josh Goodall    | Philipp Marx Dawid Olejniczak      | 7–6(2), 7-5            |
| 3.     | 6 novembre 2006   | Bauer Cup 2006, Eckental                                      | Sintetico (i) | Josh Goodall    | Sander Groen Torsten Popp          | 7-5, 6-3               |
| 6.     | 27 marzo 2007     | Great Britain F7 2007, Bath                                   | Cemento (i)   | Lee Childs      | Thomas Oger Lovro Zovko            | 1-6, 6-4, 6-4          |
| 4.     | 6 agosto 2007     | Istanbul Challenger 2007, Istanbul                            | Cemento       | James Auckland  | Dick Norman Kristof Vliegen        | 5-7, 7–6(5), [10-7]    |
| 5.     | 4 agosto 2008     | Open Castilla y León 2008, Segovia                            | Cemento       | Jim Thomas      | Jaroslav Levinský Filip Polášek    | 7–6(3), 3-6, [10-8]    |
| 1.     | 22 settembre 2008 | China Open 2008, Pechino                                      | Cemento       | Stephen Huss    | Ashley Fisher Bobby Reynolds       | 7-5, 6-4               |
| 6.     | 11 ottobre 2010   | Tashkent Challenger 2010, Tashkent                            | Cemento       | Jamie Murray    | Karol Beck Filip Polášek           | 2-6, 6-4, [10-8]       |
| 2.     | 25 ottobre 2010   | Open Sud de France 2010, Montpellier                          | Cemento (i)   | Stephen Huss    | Marc López Eduardo Schwank         | 6-2, 4-6, [10-7]       |
| 7.     | 1º novembre 2010  | President's Cup 2010 2, Astana                                | Cemento (i)   | Colin Fleming   | Michail Elgin Aleksandr Kudrjavcev | 6-3, 7–6(10)           |
| 8.     | 31 maggio 2011    | AEGON Trophy 2011, Nottingham                                 | Erba          | Colin Fleming   | Dustin Brown Martin Emmrich        | 4-6, 7–6(8), [13-11]   |
| 3.     | 30 ottobre 2011   | St. Petersburg Open, San Pietroburgo                          | Cemento       | Colin Fleming   | Michail Elgin Aleksandr Kudrjavcev | 6-3, 6(5)–7, [10-8]    |
| 4.     | 4 marzo 2012      | Delray Beach International Tennis Championships, Delray Beach | Cemento       | Colin Fleming   | Michal Mertiňák André Sá           | 2-6, 7–6(5), [15-13]   |
| 5.     | 23 giugno 2012    | AEGON International, Eastbourne                               | Erba          | Colin Fleming   | Jamie Delgado Ken Skupski          | 6-4, 6-3               |